# Vera (Spagna)
Vera è un comune spagnolo  situato nella comunità autonoma dell'Andalusia.